# Confrontation des 4 nations 2025
Navigation
Match des étoiles 2024 Match des étoiles 2026
La Confrontation des 4 nations 2025 est un tournoi international de hockey qui a lieu du 12 au 20 février 2025 à Montréal, au Centre Bell, et à Boston, au TD Garden. Présenté par la Ligue nationale de hockey (LNH) et mettant en vedette exclusivement des joueurs de la LNH, la Confrontation des 4 nations remplace temporairement le Match des étoiles de la LNH en 2025. Les équipes présentes sont le Canada, la Finlande, la Suède et les États-Unis.
Le Canada est vainqueur du tournoi en remportant la grande finale 3-2 contre les États-Unis.

## Format du tournoi
Les équipes s'affrontent à tour de rôle pour ensuite laisser place à la grande finale entre les deux pays ayant récolté le plus de points.
Les points sont calculés comme suit:
- 3 points pour une victoire en temps réglementaire
- 2 points pour une victoire en prolongation ou en fusillade
- 1 point pour une défaite en prolongation ou en fusillade
- 0 point pour une défaite en temps réglementaire

Dans les matchs préliminaires, une prolongation de 10 minutes à trois contre trois aura lieu, le cas échéant, suivi de trois tours de tirs de barrage. Pour la grande finale, au besoin, l'issue de la rencontre sera déterminée en prolongation seulement (périodes consécutives de 20 minutes à cinq contre cinq).

## Équipes
À l'annonce du tournoi en février 2024, les quatre pays sélectionnés sont classés parmi les six meilleures équipes internationales, selon la Fédération internationale de hockey sur glace (FIHG) : Canada (1), Finlande (2), États-Unis (4) et la Suède (6). Bien que l'Allemagne est cinquième au classement, elle n'a pas suffisamment de joueurs dans la LNH pour former une équipe. La Russie et la Suisse, classées troisième et septième respectivement, ne sont pas incluses dans le tournoi. La Russie est spécifiquement exclue en raison de la guerre en Ukraine qui se poursuit.
|    | Équipe     | Points |
| 1  | Canada     | 4 150  |
| 2  | Finlande   | 4 080  |
| 3  | Russie     | 4 050  |
| 4  | États-Unis | 3 940  |
| 5  | Allemagne  | 3 835  |
| 6  | Suède      | 3 800  |
| 7  | Suisse     | 3 775  |
| 8  | Tchéquie   | 3 735  |
| 9  | Slovaquie  | 3 690  |
| 10 | Lettonie   | 3 610  |

### Canada
En avril 2024, Don Sweeney est nommé directeur général d'Équipe Canada. Le 25 juin, on annonce que Jon Cooper sera l'entraîneur-chef. Cooper sera secondé par Rick Tocchet, Bruce Cassidy et Peter DeBoer. Le 4 décembre 2024, l'équipe entière est dévoilée. Le 26 janvier 2025, le défenseur Alex Pietrangelo est le premier joueur du tournoi à se désister, en raison d'une blessure non divulguée qu'il préfère soigner. Pietrangelo est remplacé par Drew Doughty. À la suite d'une blessure au défenseur Shea Theodore lors du premier match du Canada et d'une absence possible de Cale Makar qui tombe malade, Thomas Harley est appelé d'urgence et participe à deux rencontres dans le tournoi,.
| No    | Nom                 | Position  | Club                      |
| ----- | ------------------- | --------- | ------------------------- |
| +009, | Sam Bennett         | Attaquant | Panthers de la Floride    |
| +071, | Anthony Cirelli     | Attaquant | Lightning de Tampa Bay    |
| +087, | Sidney Crosby - C   | Attaquant | Penguins de Pittsburgh    |
| +038, | Brandon Hagel       | Attaquant | Lightning de Tampa Bay    |
| +024, | Seth Jarvis         | Attaquant | Hurricanes de la Caroline |
| +011, | Travis Konecny      | Attaquant | Flyers de Philadelphie    |
| +029, | Nathan MacKinnon    | Attaquant | Avalanche du Colorado     |
| +063, | Brad Marchand       | Attaquant | Bruins de Boston          |
| +016, | Mitch Marner        | Attaquant | Maple Leafs de Toronto    |
| +097, | Connor McDavid - A  | Attaquant | Oilers d'Edmonton         |
| +021, | Brayden Point       | Attaquant | Lightning de Tampa Bay    |
| +013, | Sam Reinhart        | Attaquant | Panthers de la Floride    |
| +061, | Mark Stone          | Attaquant | Golden Knights de Vegas   |
| +089, | Drew Doughty        | Défenseur | Kings de Los Angeles      |
| +048, | Thomas Harley       | Défenseur | Stars de Dallas           |
| +008, | Cale Makar - A      | Défenseur | Avalanche du Colorado     |
| +044, | Josh Morrissey      | Défenseur | Jets de Winnipeg          |
| +055, | Colton Parayko      | Défenseur | Blues de Saint-Louis      |
| +006, | Travis Sanheim      | Défenseur | Flyers de Philadelphie    |
| +027, | Shea Theodore       | Défenseur | Golden Knights de Vegas   |
| +005, | Devon Toews         | Défenseur | Avalanche du Colorado     |
| +050, | Jordan Binnington   | Gardien   | Blues de Saint-Louis      |
| +033, | Adin Hill           | Gardien   | Golden Knights de Vegas   |
| +035, | Samuel Montembeault | Gardien   | Canadiens de Montréal     |

### États-Unis
Le 8 février 2024, Bill Guerin est nommé directeur général de l'équipe des États-Unis. En mai, Mike Sullivan est choisi entraîneur-chef. Les entraîneurs adjoints sont John Hynes, David Quinn et John Tortorella. Le 4 décembre 2024, l'identité de l'équipe entière est dévoilée. Blessé, Quinn Hughes est remplacé par Jake Sanderson.
| No    | Nom                 | Position  | Club                      |
| ----- | ------------------- | --------- | ------------------------- |
| +012, | Matthew Boldy       | Attaquant | Wild du Minnesota         |
| +081, | Kyle Connor         | Attaquant | Jets de Winnipeg          |
| +009, | Jack Eichel         | Attaquant | Golden Knights de Vegas   |
| +059, | Jake Guentzel       | Attaquant | Lightning de Tampa Bay    |
| +086, | Jack Hughes         | Attaquant | Devils du New Jersey      |
| +020, | Chris Kreider       | Attaquant | Rangers de New York       |
| +021, | Dylan Larkin        | Attaquant | Red Wings de Détroit      |
| +034, | Auston Matthews - C | Attaquant | Maple Leafs de Toronto    |
| +010, | J.T. Miller         | Attaquant | Rangers de New York       |
| +029, | Brock Nelson        | Attaquant | Islanders de New York     |
| +007, | Brady Tkachuk       | Attaquant | Sénateurs d'Ottawa        |
| +019, | Matthew Tkachuk - A | Attaquant | Panthers de la Floride    |
| +016, | Vincent Trocheck    | Attaquant | Rangers de New York       |
| +014, | Brock Faber         | Défenseur | Wild du Minnesota         |
| +023, | Adam Fox            | Défenseur | Rangers de New York       |
| +015, | Noah Hanifin        | Défenseur | Golden Knights de Vegas   |
| +085, | Jake Sanderson      | Défenseur | Sénateurs d'Ottawa        |
| +025, | Charlie McAvoy - A  | Défenseur | Bruins de Boston          |
| +074, | Jaccob Slavin       | Défenseur | Hurricanes de la Caroline |
| +008, | Zach Werenski       | Défenseur | Blue Jackets de Columbus  |
| +037, | Connor Hellebuyck   | Gardien   | Jets de Winnipeg          |
| +030, | Jake Oettinger      | Gardien   | Stars de Dallas           |
| +001, | Jeremy Swayman      | Gardien   | Bruins de Boston          |

### Finlande
Jere Lehtinen est le directeur général, Antti Pennanen est l'entraîneur-chef et Tuomo Ruutu est entraîneur adjoint. La formation finlandaise est dévoilée le 4 décembre 2024. Le 30 décembre, le défenseur Miro Heiskanen doit déclarer forfait puisqu'il est blessé. Le 2 février, Heiskanen ainsi que Jani Hakanpää, également blessé, sont remplacés par Urho Vaakanainen et Henri Jokiharju. Puisque Rasmus Ristolainen est blessé au haut du corps environ une semaine avant le tournoi, il doit être remplacé par Nikolas Matinpalo des Sénateurs d'Ottawa.
| No    | Nom                   | Position  | Club                      |
| ----- | --------------------- | --------- | ------------------------- |
| +020, | Sebastian Aho - A     | Attaquant | Hurricanes de la Caroline |
| +040, | Joel Armia            | Attaquant | Canadiens de Montréal     |
| +016, | Aleksander Barkov - C | Attaquant | Panthers de la Floride    |
| +064, | Mikael Granlund - A   | Attaquant | Sharks de San José        |
| +056, | Erik Haula            | Attaquant | Devils du New Jersey      |
| +024, | Roope Hintz           | Attaquant | Stars de Dallas           |
| +084, | Kaapo Kakko           | Attaquant | Kraken de Seattle         |
| +092, | Patrik Laine          | Attaquant | Canadiens de Montréal     |
| +062, | Artturi Lehkonen      | Attaquant | Avalanche du Colorado     |
| +015, | Anton Lundell         | Attaquant | Panthers de la Floride    |
| +027, | Eetu Luostarinen      | Attaquant | Panthers de la Floride    |
| +096, | Mikko Rantanen - A    | Attaquant | Hurricanes de la Caroline |
| +086, | Teuvo Teräväinen      | Attaquant | Blackhawks de Chicago     |
| +010, | Henri Jokiharju       | Défenseur | Sabres de Buffalo         |
| +023, | Esa Lindell           | Défenseur | Stars de Dallas           |
| +003, | Olli Määttä           | Défenseur | Club de hockey de l'Utah  |
| +077, | Niko Mikkola          | Défenseur | Panthers de la Floride    |
| +033, | Nikolas Matinpalo     | Défenseur | Sénateurs d'Ottawa        |
| +018, | Urho Vaakanainen      | Défenseur | Rangers de New York       |
| +006, | Juuso Välimäki        | Défenseur | Club de hockey de l'Utah  |
| +032, | Kevin Lankinen        | Gardien   | Canucks de Vancouver      |
| +001, | Ukko-Pekka Luukkonen  | Gardien   | Sabres de Buffalo         |
| +074, | Juuse Saros           | Gardien   | Predators de Nashville    |

### Suède
Le directeur général de la Suède est Anders Lundberg. L'entraîneur-chef est Sam Hallam et Daniel Alfredsson est entraîneur adjoint. La formation suédoise complète est dévoilée le 4 décembre 2024. Le 29 janvier 2025, le gardien de but Jacob Markström est blessé et est remplacé par le cerbère Samuel Ersson. De plus, William Karlsson est remplacé par Rickard Rakell en raison d'une blessure.
| No    | Nom                  | Position  | Club                   |
| ----- | -------------------- | --------- | ---------------------- |
| +033, | Viktor Arvidsson     | Attaquant | Flames de Calgary      |
| +063, | Jesper Bratt         | Attaquant | Devils du New Jersey   |
| +091, | Leo Carlsson         | Attaquant | Ducks d'Anaheim        |
| +020, | Joel Eriksson Ek     | Attaquant | Wild du Minnesota      |
| +009, | Filip Forsberg       | Attaquant | Predators de Nashville |
| +010, | Adrian Kempe         | Attaquant | Kings de Los Angeles   |
| +028, | Elias Lindholm       | Attaquant | Bruins de Boston       |
| +088, | William Nylander - A | Attaquant | Maple Leafs de Toronto |
| +012, | Gustav Nyquist       | Attaquant | Predators de Nashville |
| +067, | Rickard Rakell       | Attaquant | Penguins de Pittsburgh |
| +023, | Lucas Raymond        | Attaquant | Red Wings de Détroit   |
| +040, | Elias Pettersson     | Attaquant | Canucks de Vancouver   |
| +093, | Mika Zibanejad       | Attaquant | Rangers de New York    |
| +025, | Jonas Brodin         | Défenseur | Wild du Minnesota      |
| +026, | Rasmus Dahlin        | Défenseur | Sabres de Buffalo      |
| +014, | Mattias Ekholm - A   | Défenseur | Oilers d'Edmonton      |
| +042, | Gustav Forsling      | Défenseur | Panthers de la Floride |
| +077, | Victor Hedman - C    | Défenseur | Lightning de Tampa Bay |
| +065, | Erik Karlsson - A    | Défenseur | Penguins de Pittsburgh |
| +030, | Samuel Ersson        | Gardien   | Flyers de Philadelphie |
| +032, | Filip Gustavsson     | Gardien   | Wild du Minnesota      |
| +035, | Linus Ullmark        | Gardien   | Sénateurs d'Ottawa     |

## Matchs
Les matchs ont lieu du 12 au 20 février 2025.
| mercredi 12 février, 20h | Canada | 4-3 (pr) (2-0, 1-1, 0-2, 1-0) | Suède | Centre Bell, Montréal 21 105 spectateurs |

| Feuille de match  | Feuille de match | Feuille de match | Feuille de match | Feuille de match |
| ----------------- | --- | ---------------- | --- | ---------------- |
|                   | 1re période 1. Nathan MacKinnon (Sidney Crosby, Connor McDavid) — 56 s (SN) 2. Brad Marchand (Brayden Point, Seth Jarvis) — 13 min 15 s 4. Mark Stone (Sidney Crosby) — 17 min 28 s Prolongation 7. Mitch Marner (Sidney Crosby) — 6 min 6 s |                  | 2e période 3. Jonas Brodin (Victor Hedman, Lucas Raymond) — 9 min 33 s 3e période 5. Adrian Kempe (Erik Karlsson, Mattias Ekholm) — 1 min 54 s 6. Joel Eriksson Ek (Jesper Bratt, Lucas Raymond) — 8 min 59 s |                  |
| Jordan Binnington | Gardiens | Filip Gustavsson | |                  |
| 2 min             | Pénalités | 2 min            | |                  |
| 28                | Tirs | 26               | |                  |

| jeudi 13 février, 20h | États-Unis | 6-1 (1-1, 1-0, 4-0) | Finlande | Centre Bell, Montréal 21 105 spectateurs |

| Feuille de match  | Feuille de match | Feuille de match | Feuille de match                                                          | Feuille de match |
| ----------------- | --- | ---------------- | ------------------------------------------------------------------------- | ---------------- |
|                   | 2. Brady Tkachuk (Matt Boldy, Zach Werenski) — 10 min 21 s 2e période 3. Matt Boldy (Brock Faber, Kyle Connor) — 17 min 4 s 3e période 4. Matthew Tkachuck (Zach Werenski, Jake Guentzel) — 15 s (SN) 5. Jake Guentzel (Auston Matthews, Jack Hughes) — 26 s 6. Brady Tkachuk (Jack Eichel, Matthew Tkachuk) — 3 min 7. Matthew Tkachuk (Zach Werenski, Jack Eichel) — 11 min 13 s (SN) |                  | 1repériode 1. Henri Jokiharju (Mikael Granlund, Olli Määttä) — 7 min 31 s |                  |
| Connor Hellebuyck | Gardiens | Juuse Saros      |                                                                           |                  |
| 6 min             | Pénalités | 10 min           |                                                                           |                  |
| 32                | Tirs | 21               |                                                                           |                  |

| samedi 15 février, 13h | Finlande | 4-3 (pr) (2-1, 1-2, 0-0, 1-0) | Suède | Centre Bell, Montréal 21 105 spectateurs |

| Feuille de match | Feuille de match | Feuille de match               | Feuille de match | Feuille de match |
| ---------------- | --- | ------------------------------ | --- | ---------------- |
|                  | 2. Anton Lundell (Eetu Luostarinen, Patrik Laine) — 10 min 58 s 3. Mikko Rantanen (Patrik Laine, Sebastian Aho) — 19 min 46 s (SN) 6. Aleksander Barkov (Kappo Kakko, Olli Määttä) — 17 min 5 s Prolongation 7. Mikael Granlund (Niko Mikkola) — 1 min 49 s |                                | 1re période 1. Mika Zibanejab — 8 min 35 s 2e période 4. Rasmus Dahlin (Joel Eriksson Ek, Lucas Raymond) — 5 min 6 s 5. Erik Karlsson (William Nylander) — 10 min 32 s |                  |
| Kevin Lankinen   | Gardiens | Filip Gustavsson, Linus Ulmark | |                  |
| 4 min min        | Pénalités | 4 min min                      | |                  |
| 24               | Tirs | 21                             | |                  |

| samedi 15 février, 20h | États-Unis | 3-1 (1-1, 1-0, 1-0) | Canada | Centre Bell, Montréal 21 105 spectateurs |

| Feuille de match  | Feuille de match | Feuille de match  | Feuille de match                                                            | Feuille de match |
| ----------------- | --- | ----------------- | --------------------------------------------------------------------------- | ---------------- |
|                   | 2. Jake Guentzel (Jack Eichel, Zach Werenski) — 10 min 15 s 2e période 3. Dylan Larkin (Matt Boldy) — 13 min 33 s 3e période 4. Jake Guentzel (Dylan Larkin, Brock Faber) — 18 min 41 s (CV) |                   | 1repériode 1. Connor McDavid (Drew Doughty, Jordan Binnington) — 5 min 31 s |                  |
| Connor Hellebuyck | Gardiens | Jordan Binnington |                                                                             |                  |
| 19 min            | Pénalités | 17 min            |                                                                             |                  |
| 23                | Tirs | 26                |                                                                             |                  |

| lundi 17 février, 13h | Canada | 5-3 (3-0, 1-0, 1-3) | Finlande | TD Garden, Boston 17 238 spectateurs |

| Feuille de match  | Feuille de match | Feuille de match            | Feuille de match | Feuille de match |
| ----------------- | --- | --------------------------- | --- | ---------------- |
|                   | 1re période 1. Connor McDavid — 4 min 13 s 2. Nathan MacKinnon (Sam Reinhart, Brandon Hagel) — 4 min 50 s 3. Brayden Point (Travis Sanheim, Connor McDavid) — 13 min 2 s 2e période 4. Nathan MacKinnon (Sidney Crosby, Sam Reinhart) — 5 min 3 s 8. Sidney Crosby (Sam Reinhart) — 19 min 4 s (CV) |                             | 3e période 5. Esa Lindell (Artturi Lehkonen) — 13 min 19 s 6. Mikael Granlund (Patrik Laine) — 18 min 20 s 7. Mikael Granlund (Aleksander Barkov, Sebastian Aho) — 18 min 43 s |                  |
| Jordan Binnington | Gardiens | Kevin Lankinen, Juuse Saros | |                  |
| 2 min             | Pénalités | 0 min                       | |                  |
| 28                | Tirs | 26                          | |                  |

| lundi 17 février, 20h | Suède | 2-1 (2-1, 0-0, 0-0) | États-Unis | TD Garden, Boston 17 238 spectateurs |

| Feuille de match | Feuille de match                                                                                                  | Feuille de match | Feuille de match                                                 | Feuille de match |
| ---------------- | --- | ---------------- | ---------------------------------------------------------------- | ---------------- |
|                  | 2. Gustav Nyquist (Erik Karlsson, Viktor Arvidsson) — 13 min 39 s 3. Jesper Bratt (William Nylander) — 19 min 4 s |                  | 1re période 1. Chris Kreider (Zach Werenski, Jack Eichel) — 35 s |                  |
| Samuel Ersson    | Gardiens | Jake Oettinger   |                                                                  |                  |
| 6 min            | Pénalités | 6 min            |                                                                  |                  |
| 23               | Tirs | 33               |                                                                  |                  |

## Classement (tour à la ronde)
| Clt   | Équipe     | PJ | V | VP | VF | D | DP | DF | BP | BC | Diff | Pts |
| ----- | ---------- | -- | - | -- | -- | - | -- | -- | -- | -- | ---- | --- |
| +001, | États-Unis | 3  | 2 | 0  | 0  | 1 | 0  | 0  | 10 | 4  | +6   | 6   |
| +002, | Canada     | 3  | 1 | 1  | 0  | 1 | 0  | 0  | 10 | 9  | +1   | 5   |
| +003, | Suède      | 3  | 1 | 0  | 0  | 0 | 2  | 0  | 8  | 9  | -1   | 5   |
| +004, | Finlande   | 3  | 0 | 1  | 0  | 2 | 0  | 0  | 8  | 14 | -6   | 2   |

- Qualifié pour la grande finale

### Finale
| jeudi 20 février, 20h | Canada | 3-2 (pr) (1-1, 1-1, 0-0, 1-0) | États-Unis | TD Garden, Boston 17 238 spectateurs |

| Feuille de match  | Feuille de match | Feuille de match  | Feuille de match                                                                                | Feuille de match |
| ----------------- | --- | ----------------- | ----------------------------------------------------------------------------------------------- | ---------------- |
|                   | 1er période 1. McDavid (Harley, Reinhart) — 4 min 48 s 4. Bennett (Marner) — 14 min Prolongation 5. McDavid (Marner, Makar) — 8 min 18 s |                   | 2. B.Tkachuk (Matthews) — 16 min 52 s 2e période 3. Sanderson (Matthews, Werenski) — 7 min 32 s |                  |
| Jordan Binnington | Gardiens | Connor Hellebuyck |                                                                                                 |                  |
| 0 min             | Pénalités | 2 min             |                                                                                                 |                  |
| 27                | Tirs | 33                |                                                                                                 |                  |

## Statistiques individuelles
Pour les significations des abréviations, voir statistiques du hockey sur glace.
| Clt | Joueur           | Équipe     | PJ | B | A | Pts | Pun | +/- |
| --- | ---------------- | ---------- | -- | - | - | --- | --- | --- |
| 1   | Zach Werenski    | États-Unis | 4  | 0 | 6 | 6   | 2   | +3  |
| 2   | Connor McDavid   | Canada     | 4  | 3 | 2 | 5   | 0   | -1  |
| 3   | Sidney Crosby    | Canada     | 4  | 1 | 4 | 5   | 2   | +2  |
| 4   | Mikael Granlund  | Finlande   | 3  | 3 | 1 | 4   | 0   | -1  |
| 5   | Nathan MacKinnon | Canada     | 4  | 4 | 0 | 4   | 0   | +4  |
| 6   | Jake Guentzel    | États-Unis | 4  | 3 | 1 | 4   | 2   | +2  |
| 7   | Jack Eichel      | États-Unis | 4  | 0 | 4 | 4   | 0   | +1  |
| 8   | Sam Reinhart     | Canada     | 4  | 0 | 4 | 4   | 0   | +1  |
| 9   | Matthew Tkachuk  | États-Unis | 3  | 2 | 1 | 3   | 5   | 0   |
| 10  | Erik Karlsson    | Suède      | 3  | 1 | 2 | 3   | 2   | +2  |
| 11  | Patrik Laine     | Finlande   | 3  | 0 | 3 | 3   | 0   | +1  |
| 12  | Auston Matthews  | États-Unis | 3  | 0 | 3 | 3   | 0   | +1  |
| 13  | Lucas Raymond    | Suède      | 3  | 0 | 3 | 3   | 0   | +2  |
| 14  | Brady Tkachuk    | États-Unis | 4  | 3 | 0 | 3   | 5   | +3  |
| 15  | Matt Boldy       | États-Unis | 4  | 1 | 2 | 3   | 2   | +2  |
| 16  | Mitch Marner     | Canada     | 4  | 1 | 2 | 3   | 0   | 0   |

### Feuilles de matchs
1. ↑  (en) « CANADA 4 - SUÈDE 3 » [PDF], sur lnh.com, 12 février 2025 (consulté le 18 février 2025)
2. ↑  (en) « ÉTATS-UNIS 6 - FINLANDE 1 » [PDF], sur lnh.com, 13 février 2025 (consulté le 18 février 2025)
3. ↑  (en) « FINLANDE 4 - SUÈDE 3 » [PDF], sur lnh.com, 15 février 2025 (consulté le 18 février 2025)
4. ↑  (en) « ÉTATS-UNIS 3 - CANADA 1 » [PDF], sur lnh.com, 15 février 2025 (consulté le 18 février 2025)
5. ↑  (en) « CANADA 5 - FINLANDE 3 » [PDF], sur lnh.com, 17 février 2025 (consulté le 18 février 2025)
6. ↑  (en) « SUÈDE 2 - ÉTATS-UNIS 1 » [PDF], sur lnh.com, 17 février 2025 (consulté le 18 février 2025)
7. ↑  (en) « CANADA 3 - ÉTATS-UNIS 2 » [PDF], sur lnh.com, 20 février 2025 (consulté le 21 février 2025)